# Copa da Escócia de 1957–58
A Copa da Escócia de 1957-58 foi a 73º edição do torneio mais antigo do futebol da Escócia. O campeão foi o Clyde F.C., que conquistou seu 3º título na história da competição ao vencer a final contra o Hibernian F.C., pelo placar de 1 a 0.

## Premiação
| Copa da Escócia de 1957-58     |
| Escócia                        |
| ------------------------------ |
| Clyde F.C. Campeão (3º título) |